# Les Hommes libres
Les Hommes libres è un film del 2011 diretto da Ismaël Ferroukhi.
La pellicola è stata presentata in anteprima il 19 maggio 2011 al Festival di Cannes e il 6 luglio 2011 al Paris Cinema.

## Trama
Durante la seconda guerra mondiale, nella Parigi occupata dai nemici, il giovane algerino Younes, ex-operaio con cinico fiuto per gli affari alla borsa nera, viene fermato dalla polizia per la sua attività illecita. La polizia, invece di condurlo in carcere, lo incarica di spiare i movimenti di Si Kaddour Benghabrit, il rettore della Grande Moschea di Parigi, sospettato di fornire documenti falsi e assistenza alla Resistenza ed agli ebrei. In questo contesto, Younes conosce il cantante ebreo algerino Salim Halali. Colpito dalla sua voce e dal suo carisma, Younes diviene suo amico. Questo incontro gli cambierà la vita: non solo rifiuterà la missione affidatagli dalla polizia, ma si eleverà spiritualmente a fervente difensore della libertà.